# کنگو (پنسیلوانیا)
کنگو (به انگلیسی: Congo) یک منطقهٔ مسکونی در ایالات متحده آمریکا است که در پنسیلوانیا واقع شده‌است. کنگو ۱۳۰٫۱۵ متر بالاتر از سطح دریا واقع شده‌است.